# Francisco Camps

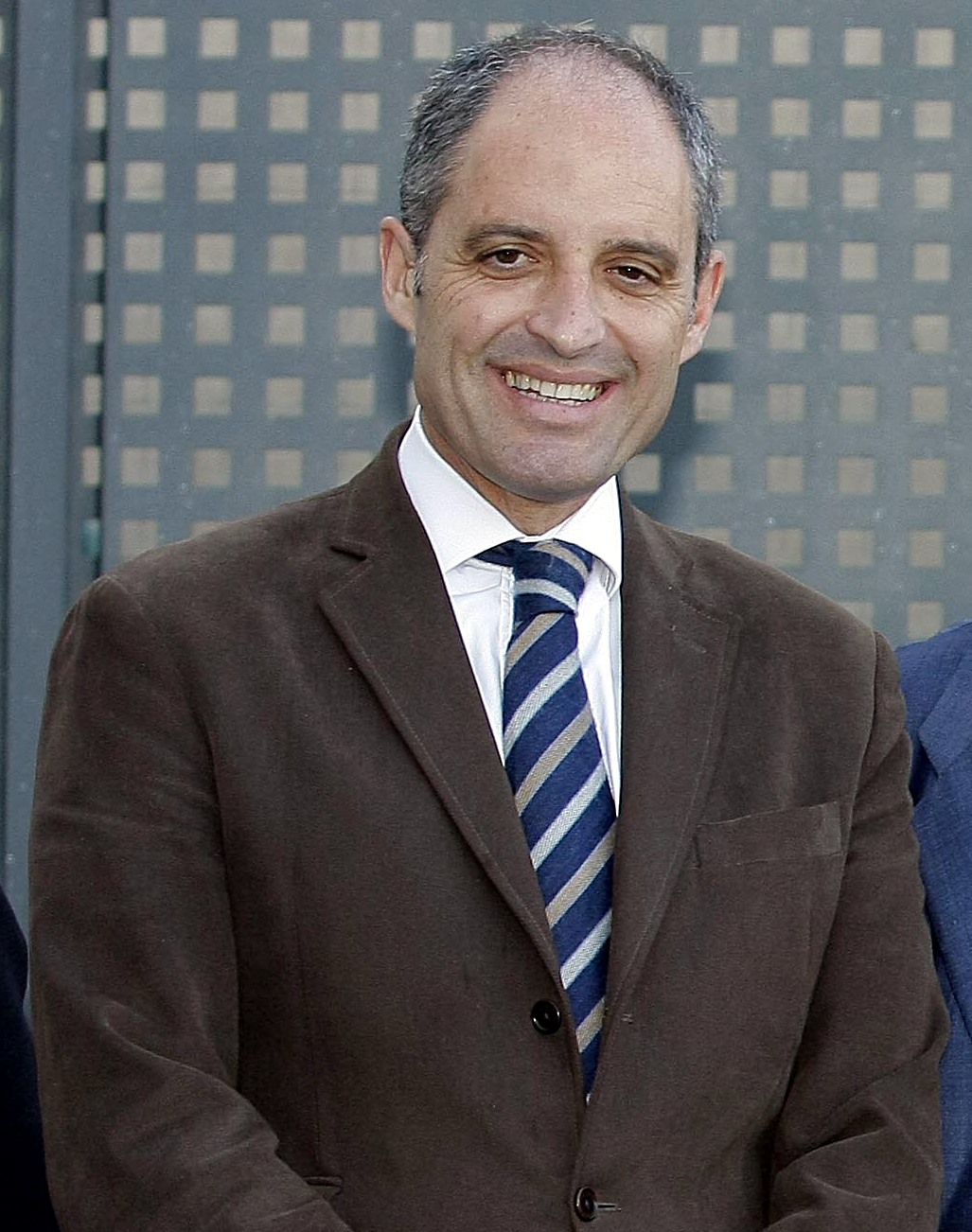
Francisco Camps

Francisco Enrique Camps Ortiz (Valência, 28 de agosto de 1962) é um político espanhol que foi presidente da Comunidade Valenciana entre 2003 e 2011.